# Teocentrismo
Per teocentrismo in filosofia e in teologia s'intende quella dottrina secondo la quale Dio è al centro dell'Universo e perciò tutto ciò che esiste ha significato e giustificazione soltanto riferendolo alla divinità concepita come unico principio creatore di tutta la realtà.

## Medioevo

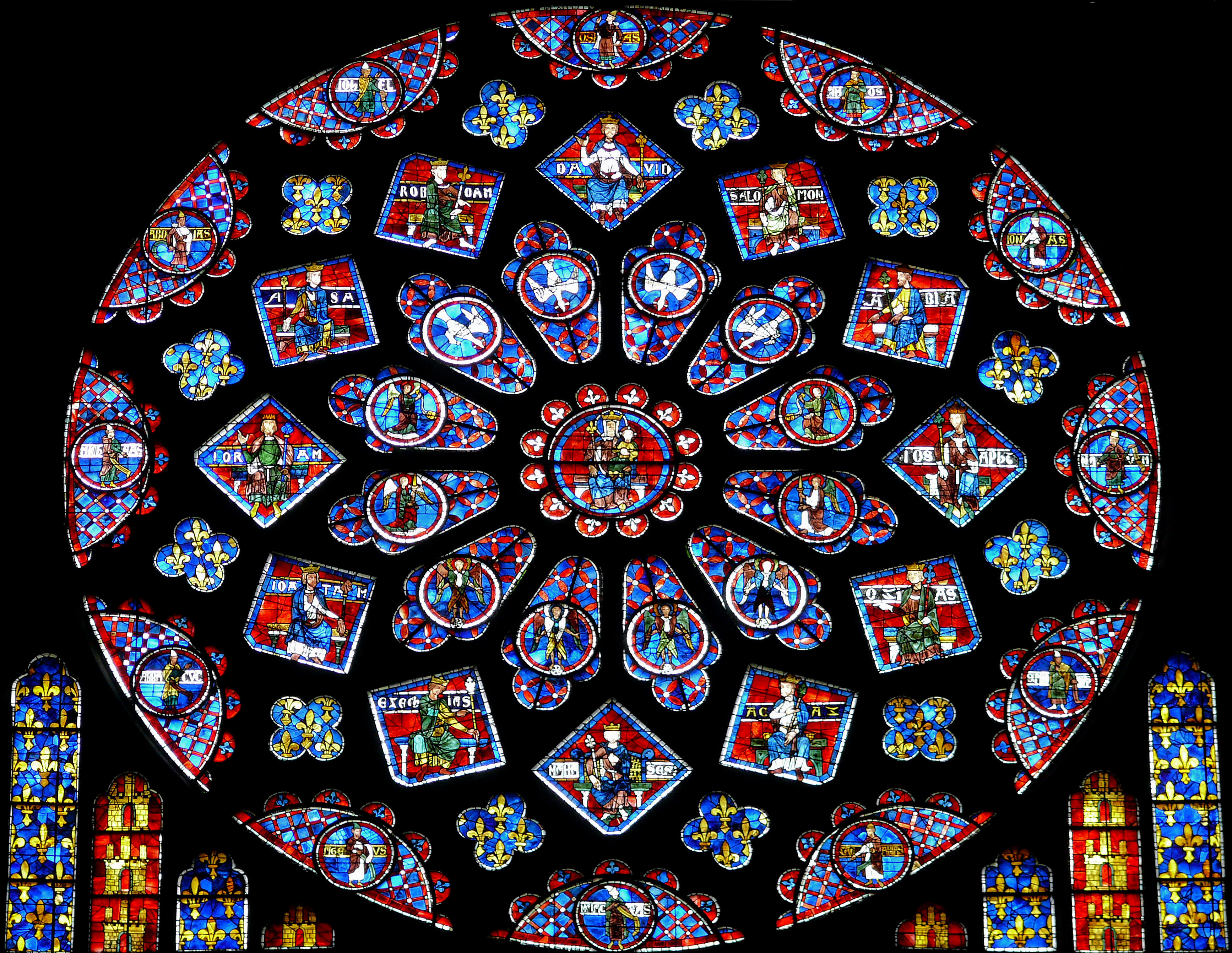
Rosone del lato nord della cattedrale di Chartres

Secondo il gesuita e paleontologo Pierre Teilhard de Chardin, la teologia sarebbe stata nel periodo medievale teocentrica, per poi passare nel periodo rinascimentale ad essere antropocentrica considerando l'uomo, e tutto ciò che gli è proprio, come centrale nell'Universo.
Una corrispondenza a questa teoria si ritrova anche nella simbologia cristiana medioevale che riprende la visione teocentrica nel rosone, un elemento decorativo a forma di finestrone circolare applicato alle facciate delle chiese di stile romanico e gotico. Il rosone rappresenta una ruota a raggi che simboleggia, secondo la tradizione cristiana, il dominio di Cristo sulla Terra. Spesso al centro del rosone delle chiese medievali si trova la figura di Cristo la quale sta ad indicare il ruolo determinante del Salvatore al centro del progetto escatologico divino.
Il rosone indicava anche, nelle chiese di architettura romanica, la Fortuna raffigurata da Dante con una ruota che nella sua visione religiosa rappresenta una Intelligenza angelica che ha sede nell'Empireo e che opera fra gli uomini secondo un progetto divino. 
La visione antropocentrica e mistica dell'universo era già presente nel pensiero di Agostino d'Ippona che poneva l'uomo al centro del mondo in quanto maggiore creazione di Dio. Rifacendosi alla visione aristotelica del cosmo, Sant'Agostino sostiene che l'uomo ha la responsabilità di scegliere tra bene e male, e in questo, essendo l'unico dotato di intelletto, è primo tra i viventi. Tommaso d'Aquino rafforzerà ulteriormente tale concezione.

## Rinascimento
Nell'età rinascimentale nasce la concezione del sapere come potere, ovvero del sapere che può diventare strumento di trasformazione della realtà. L'uomo allora si pone al centro dell'Universo, intermediario tra mondo razionale e mondo spirituale, in netta contrapposizione con la prospettiva teocentrica medievale.
Esistono diverse interpretazioni del Rinascimento. Particolarmente dibattuta è la questione se esso sia da considerare come un momento di rottura, o viceversa come una fase di proseguimento rispetto al Medioevo. Naturalmente i cambiamenti non avvennero di punto in bianco e il retaggio medievale in generale non venne abbandonato.
Il primo grande interprete del Rinascimento Jacob Burckhardt sosteneva la tesi della discontinuità rispetto al Medioevo, sottolineando come l'uomo medievale non avesse nessun valore se non come membro di una collettività o di un ordine, mentre solo nel Rinascimento avrebbe preso avvio in Italia un atteggiamento, segnato dalla nascita delle Signorie e dei Principati, più libero e individualistico da parte dell'uomo nei confronti della politica e della vita in generale. Burckhardt definisce i due periodi rispettivamente con tre aggettivi, per cui il Medioevo sarebbe stato Trascendentista, Teocentrico, Universalista, e il Rinascimento invece Umanentista, Antropocentrico, Particolarista

## Età moderna
La prospettiva teocentrica dell'universo viene messa in discussione dalla corrente laica dell'Illuminismo rappresentata da Paul Henri Thiry d'Holbach che nelle pagine dell'Encyclopédie sosteneva che dallo studio delle religioni «primitive» si dimostrava come in esse vi fosse quel connubio di «paura e ignoranza» che costituiva il fondamento ultimo di ogni concezione teocentrica che permaneva non scalfito nelle stesse religioni dei popoli cosiddetti civili, Cristianesimo incluso.
Un ritorno al teocentrismo nell'ambito del neotomismo fu sostenuto da Jacques Maritain nella sua teoria di un umanesimo, che egli stesso definì «teocentrico», ispirato al messaggio cristiano. Tale umanesimo rifuggiva sia dal pragmatismo che dall'irrazionalismo, che, secondo il filosofo francese, erano i veri mali del pensiero contemporaneo che si ritrovavano nell'umanesimo antropocentrico che pone invece il centro dell'uomo nell'uomo stesso. Un umanesimo antropocentrico che Maritain definisce come "inumano". Quest'ultimo tuttavia si sta ormai decomponendo sotto i colpi del darwinismo e della psicoanalisi che hanno messo in crisi l'assoluta autonomia e centralità dell'uomo al punto che ormai questo umanesimo è sul punto di abdicare a profitto dell'uomo collettivo "marxista o hegeliano".
Dal punto di vista teologico secondo Maritain la modernità, distruggendo il concetto medioevale di analogia entis, genera due opposte degenerazioni: da una parte il razionalismo cartesiano con il suo carico di volontarismo teologico e con la sua ragione geometrica che non coglie più il mistero e dall'altra parte il giansenismo con il suo fideismo. Il processo di dissoluzione continua con Hegel che riduce Dio a idea senza più alcuna trascendenza. Infine con Nietzsche il naturalismo sfocia definitivamente nell'ateismo con la morte di Dio e della personalità libera e spirituale dell'uomo. Ormai secondo il filosofo francese sono due le posizioni che si presentano alla fine di questa evoluzione, l'atea pura e la cristiana pura, solo questa teocentrica.
Infatti, come già aveva messo in rilievo Kierkegaard nell'apparente «teocentrismo calvinista l'enfasi sulla «maestà di Dio» nasconde nel profondo del suo seno una tendenza in realtà antropocentrica»
Oggi, in seguito agli ampliamenti della ricerca teologica alle nuove scoperte scientifiche, la teologia è divenuta la teologia dell'universo, che è in cammino verso il Punto Omega (Gesù Cristo). Essa quindi si deve interessare non solo dei rapporti tra Dio e l'Uomo, ma tra Dio e tutti gli esseri viventi animati (angeli, uomini, animali) che vivono nello stesso "οίκος" o casa-ambiente. Da qui sono nati l'ecoteologia e la teologia degli animali.